# Michael McKean

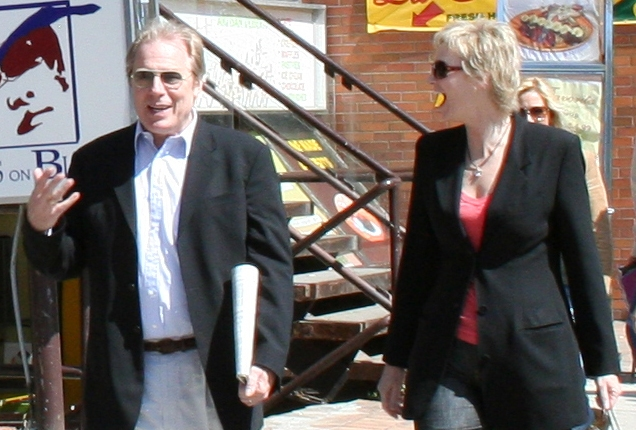
Michael McKean met Jane Lynch in 2006

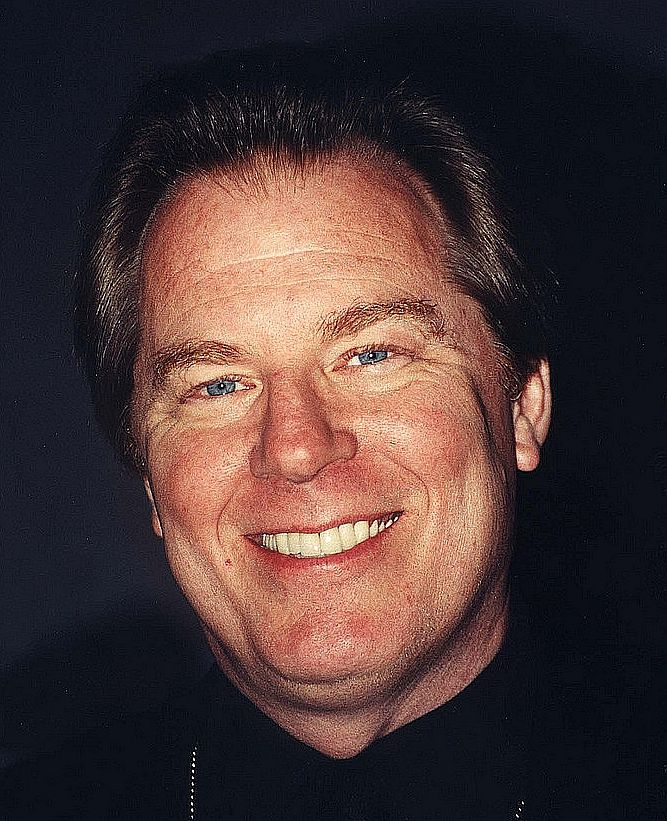
Michael McKean in 1999

Michael John McKean (New York, 17 oktober 1947) is een Amerikaans acteur, filmregisseur, filmproducent, scenarioschrijver, komiek en muzikant.

## Biografie
McKean doorliep de high school aan de North Shore High School in New York. Hierna studeerde hij aan de Carnegie Mellon University in Pittsburgh waar hij al begon met zijn acteercarrière.
McKean is ook actief als muzikant, hij bespeelt de gitaar, piano, harmonica en is zanger. Hij vertolkde de rol van David St. Hubbins in de rockumentary This Is Spinal Tap, een zogenaamde band waarmee hij ook daadwerkelijk optrad, onder andere op het Freddie Mercury Tribute Concert.
McKean was van 1970 tot en met 1993 getrouwd en heeft uit dit huwelijk twee kinderen. Sinds 1999 is hij getrouwd met Annette O'Toole.

## Prijzen

### Academy Awards
- 2004 in de categorie Beste Music in een Film met de film A Mighty Wind - genomineerd.

### Broadcast Film Critics Association Awards
- 2004 in de categorie Beste Lied in een Film met de film A Mighty Wind - gewonnen.

### CableACE Awards
- 1996 in de categorie Acteur in een Televisieserie met de televisieserie Dream On - genomineerd.
- 1994 in de categorie Acteur in een Televisieserie met de televisieserie Dream On - genomineerd.
- 1993 in de categorie Acteur in een Televisieserie met de televisieserie Sessions - genomineerd.

### DVD Exclusive Awards
- 2003 in de categorie Beste Tekenfilmfiguur Optreden met de animatie film The Hunchback of Notre Dame II - genomineerd.

2001 in de categorie Beste DVD Commentaar met de film This Is Spinal Tap - gewonnen.

### Florida Film Critics Circle Awards
- 2004 in de categorie Beste Cast met de film A Mighty Wind - gewonnen.

### Gotham Awards
- 2006 in de categorie Beste Cast met de film For Your Consideration - genomineerd.

### Grammy Awards
- 2004 in de categorie Beste Lied Geschreven voor een Film met de film A Mighty Wind - gewonnen.

### Los Angeles Film Critics Association Awards
- 2004 in de categorie Beste Muziek met de film A Mighty Wind - tweede plaats

### Phoenix Film Critics Society Awards
- 2004 in de categorie Beste Acterende Cast met de film A Mighty Wind - genomineerd.

### Satellite Awards
- 2004 in de categorie Beste Originele Lied met de film A Mighty Wind - genomineerd.

### Seattle Film Critics Award
- 2003 in de categorie Beste Muziek met de film A Mighty Wind - gewonnen.

## Filmografie

### Films
Selectie:
- 2020 Pink Skies Ahead – als Richard
- 2012 The Words – als Nelson Wylie
- 2007 Joshua – als Chester Jenkins
- 2006 The Year Without a Santa Claus – als Snow Miser
- 2002 The Guru – als Dwain
- 2002 The Hunchback of Notre Dame II – als Saroush (stem)
- 2002 Slap Her... She's French – als Monsieur Duke
- 2001 Dr. Dolittle 2 – als Bird (stem)
- 2000 Little Nicky – als hoofd van politie
- 2000 Best in Show – als Stefan Vanderhoof
- 1999 Teaching Mrs. Tingle – als schoolhoofd Potter
- 1999 True Crime – als priester Shillerman
- 1997 Casper: A Spirited Beginning – als Bill Case
- 1997 Nothing to Lose – als Phillip Barrow
- 1996 Jack – als Paulie
- 1995 The Brady Bunch Movie – als Larry Dittmeyer
- 1994 Airheads – als Milo Jackson
- 1993 Coneheads – als Gorman Seedling
- 1992 Man Trouble – als Eddy Revere
- 1992 Memoirs of an Invisible Man – als George Talbot
- 1990 Book of Love – als oudere Jack Twiller
- 1990 Flashback – als Hal
- 1989 The Big Picture – als Emmet Summer
- 1988 Earth Girls Are Easy – als Woody
- 1988 Short Circuit 2 – als Fred Ritter
- 1987 Planes, Trains & Automobiles – als politieagent
- 1986 Jumpin' Jack Flash – als Leslie
- 1985 Clue – als Mr. Green
- 1984 This Is Spinal Tap – als David St. Hubbins
- 1979 1941 – als Willy

### Televisieseries
Uitgezonderd eenmalige gastrollen.
- 2023 The Diplomat - als President William Rayburn - 3 afl.
- 2021-2023 Rugrats - als opa Lou Pickles (stem) - 28 afl.
- 2015-2022 Better Call Saul - als Chuck McGill - 33 afl.
- 2020-2022 Grace and Frankie - als Jack - 6 afl.
- 2020 Breeders - als Michael - 5 afl.
- 2019 Good Omens - als Shadwell - 5 afl.
- 2016-2017 Goldie and Bear - als mr. Locks - 4 afl.
- 2014 The 7D - als oom Humidor - 2 afl.
- 2013 Family Tree – als Keith Chadwick – 4 afl.
- 2012-2013 Happy Endings – als Big Dave – 2 afl.
- 2012 Thundercats – als Vultaire (stem) – 2 afl.
- 2007-2011 Curb Your Enthusiasm – als Matt Tessler – 2 afl.
- 2003-2011 Smallville – als Perry White – 3 afl.
- 2000-2009 The Daily Show – als David St. hubbins – 2 afl.
- 2007-2009 Channel 4 News – als David St. Hubbins – 3 afl.
- 2008 The Unit – als dr. Donald Metz – 2 afl.
- 2005 Hopeless Pictures – als Mel Wax – 9 afl.
- 2002-2005 Harvey Birdman, Attorney at Law – als Evelyn Spyro Throckmorton – 4 afl.
- 2005 Alias – als dr. Atticus Liddell – 2 afl.
- 2003 Just for Laughs – als David St. Hubbins – 2 afl.
- 2001-2003 Primetime Glick – als Adrien Van Voorhees – 30 afl.
- 1998-2002 The X-Files – als Morris Fletcher – 4 afl.
- 1996-1999 Tracey Takes On... – als Barrington LeTisser – 6 afl.
- 1998-1999 Maggie Winters – als Lewis Stickley – 2 afl.
- 1998 Recess – als mr. Bream (stem) – 2 afl.
- 1997-1998 101 Dalmatians: The Series – als Jasper Badun (stem) – 27 afl.
- 1998 The Closer – als Arthur Willhaven – 2 afl.
- 1996-1998 Pinky and the Brain – als diverse stemmen – 4 afl.
- 1996-1998 Jungle Cubs – als Cecil (stem) – 21 afl.
- 1991-1996 Dream On – als Gibby Fiske – 25 afl.
- 1996 Secret Service Guy – als Frank McClellan – 7 afl.
- 1984-1995 Saturday Night Live – als diverse karakters – 27 afl.
- 1992-1994 Dinosaurs – als diverse stemmen – 12 afl.
- 1992 The Arsenio Hall Show – als David St. Hubbins – 2 afl.
- 1992 Tonight with Jonathan Ross – als David St. Hubbins – 2 afl.
- 1991 Sessions – als Dan Carver – 6 afl.
- 1990 Grand – als Tom Smithson – 13 afl.
- 1976-1983 Laverne & Shirley – als Leonard Kosnowski – 149 afl.

### Filmregisseur
- 1997 Tracey Takes On... – televisieserie – 5 afl.
- 1992-1996 Dream On – televisieserie – 4 afl.
- 1991 Morton & Hayes – televisieserie – 1 afl.
- 1987 The Rich Hall Show – film
- 1982 Laverne & Shirley – televisieserie – 1 afl.

### Filmproducent
- 1999-2001 Uncomfortably Close with Michael McKean – televisieserie – 6 afl.
- 1992 A Spinal Tap Reunion: The 25th Anniversary London Sell-Out – film

### Scenarioschrijver
- 2000 The Huntress – televisieserie – 1 afl.
- 1992 A Spinal Tap Reunion: The 25th Anniversary London Sell-Out – film
- 1992 Spinal Tap: break Like the Wind – The Videos – korte film
- 1991 Morton & Hayes – televisieserie – 1 afl.
- 1989 The Big Picture – film
- 1984 Saturday Night Live – televisieserie – 1 afl.
- 1984 This Is Spinal Tap – film
- 1976-1977 Laverne & Shirley – televisieserie – 2 afl.
- 1973 Economic Love-In – film

## Theaterwerk opBroadway
- 2017 The Little Foxes - als Ben Hubbard
- 2014 All The Way - als J. Edgar Hoover / senator Robert Byrd / D-WV
- 2012 Gore Vidal's The Best Man – toneelstuk – als Dick Jensen
- 2009-2010 Superior Donuts – toneelstuk – als Arthur Przbyszewkski
- 2007-2008 The homecoming – toneelstuk – als Sam
- 2006 The Palama Game – musical – als Hines
- 2002-2009 Hairspray – musical – als Edna Turnblad (understudy)
- 1990 Accomplice – toneelstuk – als artiest

- Bibsys: 98013401
- Biblioteca Nacional de España: XX1106662
- Bibliothèque nationale de France: cb139890526 (data)
- Gemeinsame Normdatei: 142478423
- International Standard Name Identifier: 0000 0001 1475 1225
- Library of Congress Control Number: n92104851
- MusicBrainz: c35126f6-6fb0-4615-93f8-814a9ba48011
- Nationale Bibliotheek van Tsjechië: xx0082840
- Nationale Bibliotheek van Israël: 987007334427605171
- Nederlandse Thesaurus van Auteursnamen: 21584338X
- Système universitaire de documentation: 13952679X
- Virtual International Authority File: 74046821
- WorldCat: E39PBJpdJRkvqpht4FTj6tbKh3